# パルマ・エ・ピアチェンツァ公国

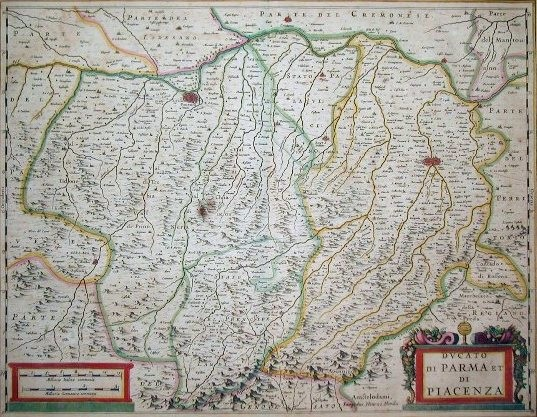
1639年のパルマ・ピアチェンツァ公国の地図

パルマ・エ・ピアチェンツァ公国
Ducato di Parma e Piacenza (イタリア語)

国の標語: Dirige me Domine!（イタリア語）
神よ、我を導き賜へ！
1796年時点のパルマ公国の領土（オレンジ）

パルマ・エ・ピアチェンツァ公国（パルマ・エ・ピアチェンツァこうこく、イタリア語: Ducato di Parma e Piacenza）は、イタリア北部にあった国で、1545年に創られ1860年のイタリア統一まで存続した。

## 歴史
ファルネーゼ家出身の教皇パウルス3世が息子のピエール・ルイージ・ファルネーゼに教皇領の一部であったパルマとピアチェンツァを分けて創建したのが最初である。
1731年にアントニオ・ファルネーゼが跡継ぎのないまま亡くなると、アントーニオの姪エリザベッタ・ファルネーゼを母に持つスペイン・ブルボン家のカルロス王子（後のスペイン王カルロス3世）が短期間公位に就いた。
1733年からのポーランド継承戦争の結果、カルロスはオーストリア・ハプスブルク家領だったナポリ王国・シチリア王国を獲得するかわりに、パルマ公国をハプスブルク家に割譲した。その後、オーストリア継承戦争の講和条約である1748年のアーヘンの和約によって、再びスペイン・ブルボン家のカルロス3世の弟フィリッポ・ディ・ボルボーネへと公位が渡った。
ナポレオン・ボナパルトのフランスに侵略された後、1814年にはナポレオンの妻でハプスブルク家皇女のマリーア・ルイーザに公位が渡され、彼女の亡くなった1847年に再び公位がブルボン＝パルマ家に戻された。
1860年、住民投票によりサルデーニャ王国への併合が決定され、そのままイタリア王国に統一された。